# Chrysometa yungas
Chrysometa yungas là một loài nhện trong họ Tetragnathidae.
Loài này thuộc chi Chrysometa. Chrysometa yungas được Herbert W. Levi miêu tả năm 1986.